# Kanał Kamionka
Kanał Kamionka (także, w górnym i środkowym biegu: Szwajcaria) – ciek w Polsce, na Pojezierzu Suwalskim, prawy dopływ dolnego biegu Wiatrołuży.

## Przebieg
Ciek bierze swoje źródło na terenie niewielkiego zagłębienia wytopiskowego na północ od części Suwałk, Szwajcarii. W górnym biegu odpływ odbywa się przez starą dolinę spływu wód lodowcowych, m.in. pod drogą krajową nr 8 i budowaną drogą ekspresową nr S61. Następnie ciek przepływa przez Osinki i Okuniowiec oraz przez grupę Jezior Huciańskich, kolejno: Dąbrówka, Krzywe, Czarne i Koleśne. Odtąd zmienia nazwę ze Szwajcarii na Kamionkę. Uchodzi do jeziora Pierty koło Leszczewa. Szczególnie obfity w liczne dopływy jest środkowy bieg Szwajcarii, gdzie strumienie i źródła biją z wysoczyzny polodowcowej okolic jeziora Krzywego.
Powierzchnia dorzecza cieku wynosi 94,4 km².